# Lithophyllum yessoense
Lithophyllum  yessoense Foslie, 1909  é o nome botânico  de uma espécie de algas vermelhas pluricelulares do gênero Lithophyllum, família Corallinaceae.
- São algas marinhas encontradas no Japão e na Coreia.

## Sinonímia
- Não apresenta sinônimos.